# 농심홀딩스
농심홀딩스는 농심그룹의 지주회사로 2003년 7월 1일 설립하였다. 자회사로 농심, 율촌화학, 농심태경, 농심엔지니어링, 농심기획, 농심개발을 두고 있다.

## 사내이사 문제
농심홀딩스는 2009년 정기주주총회에서 그 해 사내이사 후보로 지배주주 신춘호 회장과 그의 자녀 3명을 추천하였다. 이들이 모두 선임될 경우 사내이사 5명 중 4명이 지배주주 일가로 채워지게 되는 상황이었다. 그런데, 농심의 지배주주 일가는 당시 핵심계열사들의 지원성 거래로 성장하는 비상장 회사를 통해 부당한 이익을 얻고 있다는 의혹을 받고 있었다. 기업지배구조를 훼손하는 지배주주 일가가 다수 선임될 경우 이사회의 독립성을 훼손할 우려가 있다는 이유로 좋은기업지배구조연구소 (Center for Good Corporate Governance; CGCG)는 지배주주 일가 후보 4명에 대해 모두 반대를 권고한 반면, 주주인 국민연금은 모든 안건에 대해 찬성하였다.